# シゾフィラ・ソロンシ
シゾフィラ・ソロンシ（Sizophila Solontsi、1992年3月9日 - ）は、南アフリカ共和国の女子ラグビー選手。

## プロフィール
- 南アフリカ出身[1]。
- ポジションはナンバーエイト(No8)。
- 身長 162cm、体重 74kg
- 女子南アフリカ共和国代表に選ばれたことがある。

## 略歴
2024年、パリ五輪の7人制女子南アフリカ共和国代表に選ばれた。